# フラ女将
フラ女将（ふらおかみ）とは、福島県いわき市のパフォーマンスグループである。いわき湯本温泉の旅館の女将たちによって結成された。

## 概要
福島県いわき市の温泉地で活動する地元の旅館やホテルの女将たちによって結成されたグループで、着物を着てフラダンスを踊ることによる観光振興と地域活性化を目的としている。2009年に結成され、地域のフラ文化を活用したパフォーマンスやイベントを通じて、温泉街の魅力を広めている。東日本大震災後には「復興の象徴」としても注目され、地域外でのイベント出演やメディア露出を通じて、全国的な認知度向上に貢献している。近年では六本木や横浜などの首都圏でもパフォーマンスを行う等、活動の場を広げている。

## 沿革
2009年7月：地元の旅館・ホテルの女将たちにより「フラ女将」が結成される。
2011年3月：東日本大震災が発生し、いわき市も大きな被害を受ける。しかし、フラ女将は活動を継続し、震災後の観光復興を目指して、全国でのイベント出演を開始。
2012年10月：「湯本温泉フラフェスティバル」に初めて公式参加。地域住民と観光客の交流を促進し、地域の活性化に寄与。
2015年4月：地元商工会議所と連携し、フラ文化を取り入れた観光プランの開発に協力。
2018年9月：「フラ女将10周年記念イベント」を開催し、全国から観光客を呼び込む。
2021年7月：コロナ禍での観光業支援策として、オンラインでのフラダンスパフォーマンスを実施。
2023年6月：再び全国的なプロモーション活動を強化し、他県でのイベントにも積極的に参加。